# Compagnia petrolchimica Bandar Imam
La Società petrolchimica di Bandar Imam (in persiano شرکت پتروشیمی بندر امام‎) è un'azienda iraniana operante nel settore petrolchimico. Produce prodotti chimici, aromatici, polimeri e GPL nei suoi impianti. I principali prodotti petrolchimici - etilene, propilene, butadiene, benzene, toluene e xileni - sono realizzati in questo complesso. Vengono principalmente trasformati in prodotti intermedi e finali come polietilene, gomma sintetica, cloruro di polivinile, paraxilene e MTBE.
L'azienda è stata fondata nel 1973 come joint venture tra la Compagnia petrolchimica nazionale iraniana e la società giapponese Mitsui con il nome Società petrolchimica Iran-Giappone. Tuttavia, nel 1986, dopo il ritiro di Mitsui dal progetto di costruzione del complesso, tutte le sue azioni sono state acquisite dalla società iraniana e il nome è stato cambiato in Società petrolchimica di Bandar Imam.
La Società petrolchimica di Bandar Imam è stata acquisita dalle Industrie petrolchimiche del Golfo Persico nel 2010.
La sede e gli impianti di questa società sono situati vicino alla città di Bandar-e Mahshahr nella provincia del Khuzestan. L'azienda è situata su un'area di circa 270 ettari sulla costa nord-occidentale del Golfo Persico nella provincia del Khuzestan, a 160 km a sud-est di Ahvaz e a 84 km ad est di Abadan, nella Zona economica speciale del porto dell'Imam Khomeini.